# Bryum pulchrum
Bryum pulchrum là một loài Rêu trong họ Bryaceae. Loài này được (Hook.) Müll. Hal. mô tả khoa học đầu tiên năm 1848.